# Wappen der Gemeinde Ballern
Das Wappen der Gemeinde Ballern war von 1959 bis 1974 neben der Flagge das offizielle Hoheitszeichen von Ballern. Es zeigt über einem silbernen Wellenbalken einen Zweig mit drei grünen Lindenblättern.

## Geschichte
Das Wappen entwarf der Heimatforscher Kurt Hoppstädter. Die Zustimmung zur Führung des Wappens erteilte das Saarländische Innenministerium mit Beschluss vom 20. April 1959. Mit diesem Beschluss erhielt die Gemeinde zudem das Recht, die Farben Grün und Weiß als Gemeindefarben zu führen.
Mit der Eingemeindung von Ballern in die Stadt Merzig zum 1. Januar 1974 verlor das Wappen seine amtliche Gültigkeit.

## Wappenbegründung
Die drei Lindenblätter im oberen Feld symbolisieren die ehemaligen drei Ortschaften, aus denen die Gemeinde Ballern bestand, Ballern, Rech und Ripplingen. Der Zweig symbolisiert vermutlich eine Lindengruppe bei Ballern, die den Bürgern der Gemeinde früher  als Versammlungsort diente.
Der silberne Wellenbalken im unteren Feld symbolisiert auf die Lage der Gemeinde am linken Ufer der Saar.